# Exupère de Toulouse
Pour les articles homonymes, voir Exupère.
Ne doit pas être confondu avec Exupère de Bayeux.
Saint Exupère, ou Supèri, évêque de Toulouse, successeur de saint Selve ou saint Sylve (360-400), né à la fin du IVe siècle à Arreau (Hautes-Pyrénées), mort à Blagnac (Haute-Garonne) le 28 septembre 415, contemporain et ami de saint Jérôme.
On le célèbre le 28 septembre.

## Histoire et tradition
« Déçu par ses ouailles, Exupère quitte Toulouse pour rentrer dans sa famille. Devant des députés venus lui demander de revenir, il plante son bâton dans le sol en disant « Avant de retourner à Toulouse, je verrai mon bâton se couvrir de feuilles et de fleurs ». Le bâton fleurit, Exupère repart donc pour Toulouse ».
Il achève la basilique consacrée à saint Saturnin, change le temple de Minerve en une église dédiée à la sainte Vierge (aujourd'hui la basilique de la Daurade).
Il vend tous les vases sacrés de son église pour redistribuer l'argent aux pauvres, ne gardant pour lui que le strict nécessaire.
Il s'oppose avec succès à l'hérétique Vigilance, lequel dénie toute valeur au culte des Saintes Reliques et au célibat, et le contraint à fuir en Espagne.
En 407, il éloigne « par une simple objurgation, les armées des Alains, des Suèves, et des Vandales, réunies pour sa destruction ».
Sauvée une fois par son évêque, Toulouse est finalement prise par les Wisigoths, qui en font la capitale de leur royaume et un foyer de l'arianisme
L'origine du patronyme de l'écrivain Antoine de Saint-Exupéry vient probablement du village éponyme, situé près d'Ussel, lequel tire lui-même son nom d'Exuperius, l'évêque de Toulouse du Ve siècle.

## Sa châsse
Sa châsse (reliquaire datant du XIIIe siècle) renferme des reliques de saint Exupère ; elle est exposée au musée Paul-Dupuy, à Toulouse, et faisait partie du trésor de la basilique Saint-Sernin.
Image de gauche (face avant) : le Christ en croix avec Marie et Jean, en haut, et la mort de saint Exupère, en bas ;
Image de droite (face arrière) : Exupère en prédication, en haut, et arrêtant les Vandales aux portes de la ville de Toulouse, en bas.

## Source
Cet article comprend des extraits du Dictionnaire Bouillet. Il est possible de supprimer cette indication, si le texte reflète le savoir actuel sur ce thème, si les sources sont citées, s'il satisfait aux exigences linguistiques actuelles et s'il ne contient pas de propos qui vont à l'encontre des règles de neutralité de Wikipédia.